# Le Choix du fou
Albums de Michel Sardou
Live 2013 - Les Grands Moments à l'Olympia La Dernière Danse
Le Choix du fou est le vingt-sixième et dernier album studio de Michel Sardou paru le 20 octobre 2017 paru chez Universal Music France. Le chanteur a annoncé que c'est le dernier album de sa carrière car il a mis fin à celle-ci.

## Contexte

### Annonce de la fin de la carrière musicale
Le 26 mai 2017, le quotidien Le Parisien publie une interview de Michel Sardou dans laquelle il annonce avoir décidé d'arrêter la chanson pour se consacrer au théâtre. Il s'apprête à remonter sur scène pour une dernière tournée de remerciement intitulée La Dernière Danse, déjà annoncée en décembre 2016, et annonce un nouvel album pour le mois d'octobre. Il souhaite vouloir « [se] protéger et ne surtout pas faire l'album et la tournée de trop ».

## Réalisation de l'album

### Collaborateurs
La réalisation de l'album est confiée à Pierre Billon, déjà auteur de plusieurs succès de Michel Sardou, comme Dix ans plus tôt (1977), Je vole (1978),  ou Être une femme en (1981). Sept ans après son album Être une femme 2010, Sardou ne reconduit donc pas l'équipe de ses derniers albums menée par Jacques Veneruso. Outre Billon, il fait appel à un autre de ses anciens paroliers, Claude Lemesle, auteur notamment d'Une fille aux yeux clairs et de Je veux l'épouser pour un soir. Le duo est complété par Jean Mora, Alain Lanty, Benoît Carré (du groupe Lilicub) et Gérard Duguet-Grasser. Aucun d'eux n'avait encore composé de chanson pour le chanteur. Sardou ne signe que deux chansons : Et alors ! et Pour moi, elle a toujours 20 ans. Parmi une vingtaine de chansons proposées dix sont retenues par Michel Sardou, dont deux reprises : Le Choix du fou interprétée en 2007 par Anthony Chaplain et Qui m'aime me tue interprétée par Fred Blondin en 2014.

### Singles
Le 14 juillet 2017 sort Le Figurant, premier single de son nouvel album. Il y rend hommage aux figurants du cinéma, se souvenant qu'il est lui-même passé par là, notamment dans Paris brûle-t-il ? : « Celui qui dans Paris brûle-t-il / Saute d'un camion et qu'on fusille / C'est moi / Le figurant ». Par la suite il dévoile, le 6 octobre 2017, une chanson consacrée au pape François, San Lorenzo.

### Thèmes des chansons
Outre les figurants et la chanson sur le pape, Michel Sardou aborde le thème de l'euthanasie dans Qui m'aime me tue, de l'écologie dans La Colline de la soif, de la médecine dans les campagnes dans Médecin de campagne ou encore l'amour dans Je t'aime et Et alors ! Il évoque également les Beatles dans Pour moi, elle a toujours 20 ans,.

## Promotion
Lors de l'émission Michel Sardou - Le Dernier Show diffusée sur France 2 le 21 octobre 2017, annoncée comme sa dernière apparition dans un programme de variétés qui lui est consacré, il interprète trois de ses nouvelles chansons parmi plusieurs « classiques » de son répertoire, et se place en première position des audiences de la soirée avec près de 4,1 millions de téléspectateurs.

## Liste des titres[11]
| No  | Titre                                                     | Paroles                                               | Musique                                   | Durée |
| --- | --------------------------------------------------------- | ----------------------------------------------------- | ----------------------------------------- | ----- |
| 1.  | Le Figurant                                               | Benoit Carré                                          | Pierre Billon - Jean Mora                 | 3:54  |
| 2.  | San Lorenzo                                               | Gérard Duguet-Grasser                                 | Pierre Billon - Jean Mora                 | 3:18  |
| 3.  | Et alors !                                                | Michel Sardou - Claude Lemesle                        | Pierre Billon - Jean Mora                 | 2:38  |
| 4.  | La Colline de la soif                                     | Claude Lemesle                                        | Pierre Billon - Jean Mora                 | 2:48  |
| 5.  | Qui m'aime me tue                                         | Fred Blondin - Anse Lazio                             | Fred Blondin                              | 4:21  |
| 6.  | J'aimerais savoir                                         | Claude Lemesle                                        | Pierre Billon - Jean Mora                 | 2:50  |
| 7.  | Je t'aime                                                 | Pierre Billon - Jean Mora                             | Pierre Billon - Jean Mora                 | 3:26  |
| 8.  | Pour moi elle a toujours 20 ans                           | Michel Sardou - Claude Lemesle                        | Michel Sardou - Pierre Billon - Jean Mora | 2:47  |
| 9.  | Médecin de campagne                                       | Gérard Duguet-Grasser                                 | Alain Lanty                               | 2:59  |
| 10. | Le Choix du fou (avec les Petits Chanteurs de Saint-Marc) | Claude Lemesle - Catherine Lemesle - Anthony Chaplain | Pierre Billon - Jean Mora                 | 3:12  |

## Réception

### Classements
| Classement (2017)            | Meilleure position |
| ---------------------------- | ------------------ |
| Belgique (Flandre Ultratop)  | 52                 |
| Belgique (Wallonie Ultratop) | 1                  |
| France (SNEP)                | 1                  |
| Suisse (Schweizer Hitparade) | 6                  |

### Ventes
Dès sa première semaine d'exploitation, l'album se place 2e place des meilleures ventes, en France, avec près de 38 000 exemplaires écoulés.
L'album est certifié disque de platine, en France, le 24 novembre 2017 pour une équivalence de 100 000 ventes. Il finit l'année 2017 avec 193 000 exemplaires vendus, se positionnant ainsi à la 14e place des meilleures ventes de l'année en France, juste derrière Julien Doré et devant Florent Pagny. Fin janvier 2018, l'album atteint 204 000 exemplaires vendus (équivalents streaming inclus).